# Comuna Dobroteasa, Olt
Dobroteasa este o comună în județul Olt, Muntenia, România, formată din satele Batia, Câmpu Mare, Dobroteasa (reședința) și Vulpești.

## Demografie
Componența etnică a comunei Dobroteasa
     Români (96,21%)
     Alte etnii (3,79%)
Componența confesională a comunei Dobroteasa
     Ortodocși (95,81%)
     Alte religii (0,27%)
     Necunoscută (3,93%)
Conform recensământului efectuat în 2021, populația comunei Dobroteasa se ridică la 1.502 locuitori, în scădere față de recensământul anterior din 2011, când fuseseră înregistrați 1.831 de locuitori. Majoritatea locuitorilor sunt români (96,21%). Din punct de vedere confesional, majoritatea locuitorilor sunt ortodocși (95,81%), iar pentru 3,93% nu se cunoaște apartenența confesională.

## Politică și administrație
Comuna Dobroteasa este administrată de un primar și un consiliu local compus din 9 consilieri. Primarul, Iulian-Augustin Crăciunescu[*], de la Partidul Social Democrat, este în funcție din 1 noiembrie 2024. Începând cu alegerile locale din 2024, consiliul local are următoarea componență pe partide politice:
|  | Partid                          | Consilieri | Componența Consiliului | Componența Consiliului | Componența Consiliului | Componența Consiliului | Componența Consiliului | Componența Consiliului | Componența Consiliului |
|  | ------------------------------- | ---------- | ---------------------- | ---------------------- | ---------------------- | ---------------------- | ---------------------- | ---------------------- | ---------------------- |
|  | Partidul Social Democrat        | 7          |                        |                        |                        |                        |                        |                        |                        |
|  | Partidul Național Liberal       | 1          |                        |                        |                        |                        |                        |                        |                        |
|  | Alianța pentru Unirea Românilor | 1          |                        |                        |                        |                        |                        |                        |                        |

## Personalități născute aici
- Anghel Dumbrăveanu (1933 - 2013), scriitor.
- Virgil Calotescu (1928 - 1991), regizor